# Bularros
Bularros ist ein Ort und eine zentralspanische Gemeinde (municipio) mit 55 Einwohnern (Stand: 2024) in der Provinz Ávila in der Autonomen Region Kastilien-León. Neben dem Hauptort Bularros besteht die Gemeinde aus den Weilern Villaverde und Muñoyerro.

## Lage
Bularros befindet sich in den nördlichen Ausläufern der Sierra de Gredos gut 18 Kilometer nordwestlich von Ávila in einer Höhe von 1170 m. Das Klima im Winter ist kühl, im Sommer dagegen trotz der Höhenlage durchaus warm; der Regen fällt – mit Ausnahme der nahezu regenlosen Sommermonate – verteilt übers ganze Jahr.

## Bevölkerungsentwicklung
| Jahr      | 1970 | 1981 | 1991 | 2001 | 2011 | 2021 |
| Einwohner | 340  | 185  | 151  | 101  | 80   | 63   |

## Sehenswürdigkeiten

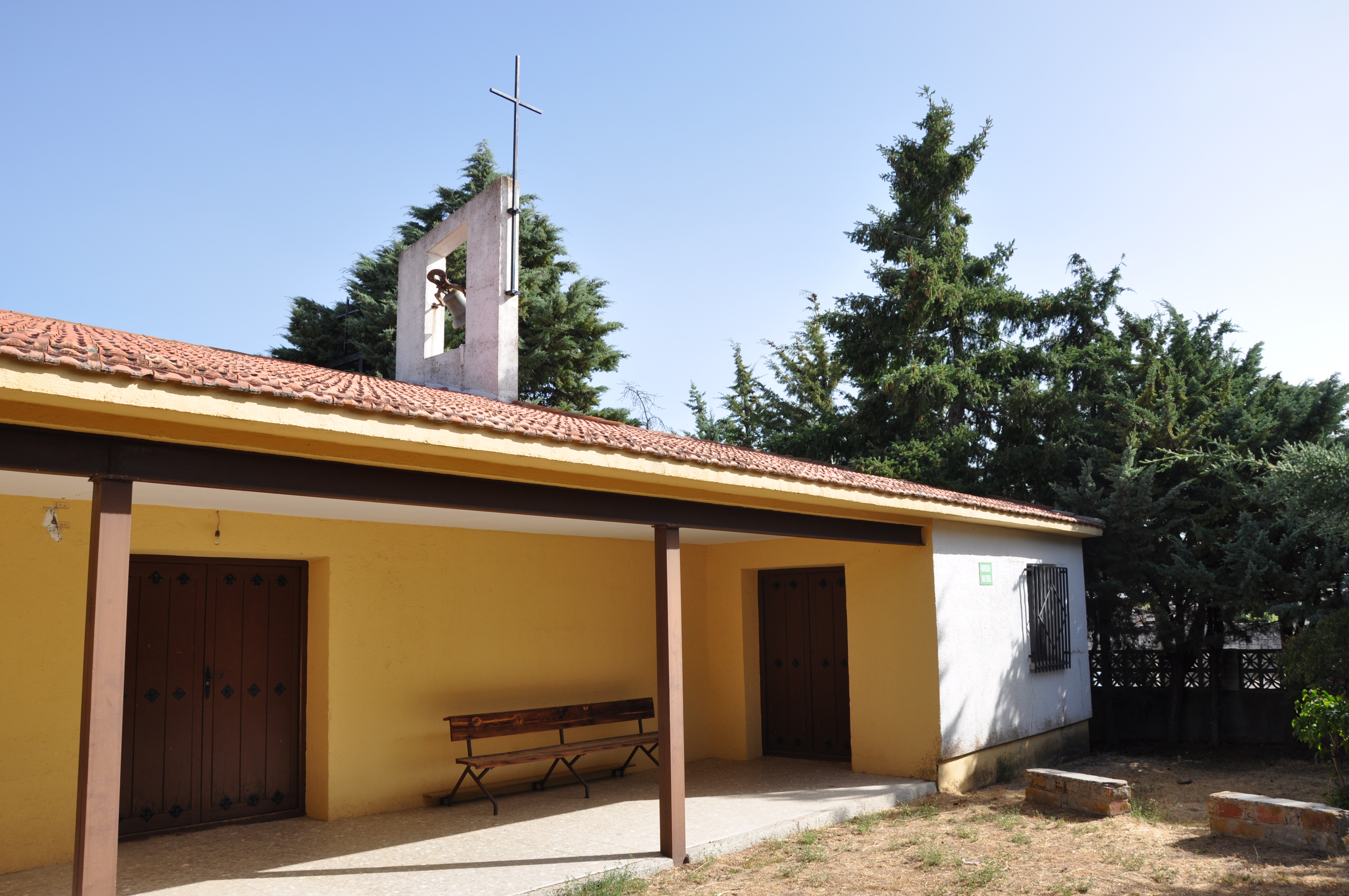
Teresitenkirche

- Teresitenkirche